# Žarko Velimirović
Žarko Velimirović (ur. 2 września 1995) – serbski zapaśnik walczący w stylu klasycznym. Brązowy medalista mistrzostw śródziemnomorskich w 2018 roku.